# Iglesia-Mundo
Iglesia-Mundo è un periodico cattolico di orientamento conservatore fondato negli anni Settanta in Spagna dal vescovo José Guerra Campos e dall'ammiraglio Luis Carrero Blanco, come risposta alle politiche di Paolo VI e del nunzio apostolico Luigi Dadaglio. Quest'ultimo, mediante il cardinale Tarancón cercò di introdurre in Spagna le riforme del Concilio Vaticano II, una delle cui logiche conseguenze era l'indipendenza 
della Chiesa spagnola dal regime franchista per preparare la democrazia.
I primi redattori erano Rosa-María Ménendez e Ricardo Pardo Zancada, un militare noto per la sua partecipazione al 23-F.
Pubblicazioni simili dello stesso periodo furono: El cruzado español, Roca Viva e ¿Qué pasa?.

## Linea editoriale
Iglesia-Mundo era una pubblicazione molto critica nei confronti degli sviluppi ecclesiali post-conciliari e paragonò i frutti della dottrina dell'arcivescovo Marcel Lefebvre con le interpretazioni abusive del Concilio Vaticano II: seminari vuoti, abusi liturgici, negazione dei dogmi e così via.  Nonostante l'espressione di simpatia per l'arcivescovo, la pubblicazione indicava chiaramente i limiti di questo sostegno:
Se la pubblicazione condivideva molte delle denunce di monsignor Lefebvre sui problemi ecclesiali non rifiutava il Concilio né l'autorità del Papa di governare la Chiesa.